# My Name Is
My Name Is — песня Эминема, выпущенная в 1999 году. Это дебютный сингл с альбома The Slim Shady LP — первого альбома Эминема, выпущенного крупным звукозаписывающим лейблом.
По инициативе продюсера Dr. Dre в основу песни был положен семпл из песни Лаби Сиффре «I Got The…». Однако Сиффре заявил протест по поводу текста песни, в котором содержались оскорбления и угрозы в адрес женщин и геев, и авторы вынуждены были изменить текст песни, после чего им было разрешено использование семпла (в своей книге The Way I Am Эминем пишет, что ему пришлось изменить строки).
Сингл стал успешным, добравшись до второго места в UK Singles Chart. В 2005 году песня вошла в сборник лучших песен Эминема Curtain Call: The Hits.
Британский журнал New Musical Express включил данную композицию в свой список «500 величайших песен всех времён», разместив её в нём на 276-й позиции.

## Список композиций
| №  | Название                       | Длительность |
| -- | ------------------------------ | ------------ |
| 1. | «My Name Is [prod by Dr. Dre]» | 4:28         |

## Чарты

### Недельные чарты
| Чарт (1999)                           | Высшая позиция |
| ------------------------------------- | -------------- |
| Австралия (ARIA)                      | 13             |
| Австрия (Ö3 Austria Top 40)           | 24             |
| Бельгия (Ultratop 50 Flanders)        | 33             |
| Канада (RPM)                          | 38             |
| Дания (IFPI)                          | 13             |
| Франция (SNEP)                        | 68             |
| Германия (Media Control AG)           | 37             |
| Исландия (Íslenski Listinn Topp 40)   | 3              |
| Ирландия (IRMA)                       | 4              |
| Нидерланды (Dutch Top 40)             | 12             |
| Нидерланды (Single Top 100)           | 17             |
| Новая Зеландия (RIANZ)                | 4              |
| Норвегия (VG-lista)                   | 8              |
| Швеция (Sverigetopplistan)            | 16             |
| Швейцария (Schweizer Hitparade)       | 29             |
| Великобритания (OCC UK Singles)       | 2              |
| США (Billboard Hot 100)               | 36             |
| США (Billboard Alternative Airplay)   | 37             |
| США (Billboard Hot R&B/Hip-Hop Songs) | 18             |
| США (Billboard Hot Rap Songs)         | 10             |
| США (Billboard Pop Airplay)           | 29             |

### Годовые чарты
| Чарт (1999)      | Позиция |
| ---------------- | ------- |
| Австралия (ARIA) | 78      |